# Казанка (Соль-Ілецький міський округ)
Каза́нка (рос. Казанка) — селище у складі Соль-Ілецького міського округу Оренбурзької області, Росія.

## Населення
Населення — 356 осіб (2010; 401 у 2002).
Національний склад (станом на 2002 рік):
- росіяни — 60 %